# Іньяціо Кассіс
Іньяціо Кассіс (італ. Ignazio Cassis; нар. 13 квітня 1961, Сесса, Швейцарія) — швейцарський лікар та політик. Президент Швейцарії з 1 січня до 31 грудня 2022 року. Віцепрезидент Швейцарії з 1 січня до 31 грудня 2021 року. Член партії «Вільна демократична партія. Ліберали», був обраний до Федеральної ради Швейцарії 20 вересня 2017 року. З 1 листопада 2017 року — голова департаменту закордонних справ.

## Життєпис
Народився 13 квітня 1961 року в місті Сесса. 1987 року закінчив медичний факультет Цюріхського університету, спеціалізувався на внутрішніх хворобах і громадському здоров'ї. Здобув ступінь магістра в галузі громадської охорони здоров'я 1996 року. Здобув ступінь доктора медицини в Лозанському університеті (1998).
1991 року оформив подвійне громадянство Швейцарії та Італії. 2017 року відмовився від італійського паспорта.
У 1988—1996 рр. — працював лікарем. Працював кантональним лікарем у Тічино з 1996 до 2008 року, був віцепрезидентом швейцарської медичної асоціації з 2008 до 2012 р.

## Політика
Член швейцарської Національної ради з 4 червня 2007 до 30 жовтня 2017 роки (три скликання). 20 вересня 2017 року обраний Федеральними Зборами у Федеральній Раді в другому турі, набравши 125 з 244 голосів, ставши 117-м з 1848 року Федеральним радником.
1 листопада 2017 року призначений на посаду міністра департаменту закордонних справ Швейцарії, змінивши на цій посаді Дідьє Буркгальтера.
1 січня 2021 року склав присягу віцепрезидента Швейцарії в уряді Гі Пармелена, обіймав посаду до 31 грудня 2021 року. З 1 січня до 31 грудня 2022 року — президент країни.